# Universitat Brigham Young
Brigham Young University (a voltes abreujat BYU), localitzada a Provo (Utah, EUA), és una escola privada, co-educativa i completament propietat de l'Església de Jesucrist dels Sants dels Darrers Dies i corre sota els auspicis del seu sistema d'ensenyaments de l'Església. Aproximadament 98% dels 34.000 estudiants en BYU són membres de l'Església SUD. A més, dos terços dels estudiants nord-americans són de fora de l'estat de Utah. Aproximadament el 70% del cost d'operacions de la BYU és finançat pels fons de delme de l'Església SUD, fent que el cost d'educació sigui relativament més baix que el d'altres universitats privades semblants. El focus primari de la universitat està en l'educació universitària (i. g., grau), però en també té 68 programes de mestratge i 25 programes de doctorat (incloent el programa de doctor en dret). La universitat ofereix també una gran varietat de classes d'idiomes estrangers.